# Terry LaValley
Terry Ronald LaValley (ur. 26 marca 1956 w Plattsburgh) – duchowny kościoła rzymskokatolickiego, biskup Ogdensburga w Stanach Zjednoczonych od 2010.

## Życiorys
Drugi z szóstki dzieci Ronalda i Doris LaValley otrzymał wykształcenie w Mooers Central School w miejscowości Mooers, a następnie w Northeastern Clinton Central High School w Champlain. W latach 1977–1983 służył w Marynarce Wojennej Stanów Zjednoczonych. W 1983 wstąpił do seminarium duchownego Wadhams Hall Seminary College w Ogdensburg, a następnie kontynuował naukę w Christ the King Seminary w East Aurora, które ukończył w 1988. Święcenia diakonatu otrzymał 27 lutego 1988. Święceń w stopniu prezbiteratu udzielił mu biskup Stanislaus Brzana 24 września 1988.
Początkowo pracował w kościele Sacred Heart w Massenie. Kontynuował studia uzyskując w 1994 tytuł doktora prawa kanonicznego na Uniwersytecie św. Pawła w Ottawie w Kanadzie. 
Następnie został administratorem dwóch parafii: St. Peter's Church w Hammond oraz St. Patrick's Mission Church w Rossie. W 1996 został wikariuszem biskupim i kanclerzem diecezji Ogdensburg. W 1998 został mianowany proboszczem parafii St. Raphael w Heuvelton, a rok później administratorem St. James Church w Gouverneur. Od 2003 pracował jako administrator diecezjalny i rektor katedry Matki Bożej w Ogdensburgu.
23 lutego 2010 papież Benedykt XVI mianował go biskupem Ogdensburga. 30 kwietnia 2010 w Katedrze Matki Bożej w Ogdensburgu sakry biskupiej udzielił mu arcybiskup Timothy Dolan, a współkonsekratorami byli biskup Paul Loverde i biskup Robert Cunningham.